# Carel Koopman
Carel Bernard Koopman (* 2. Dezember 1889 in Nieuwer-Amstel, Niederlande; † 26. Januar 1952)  war ein niederländischer Karambolagespieler in der Disziplin Dreiband und Unternehmer.

## Karriere

### Billard
Seit dem zehnten Lebensjahr spielte er Billard, auf dem kleinen Tisch, dem Großen, Freie Partie, Cadre, Billard Artistique, aber vor allem Dreiband. Er hatte verstanden, dass Billard ein Zuschauerspiel war und versuchte deshalb, so gut und schön wie möglich zu spielen. In früheren Jahren spielte er oft für wohltätige Zwecke. 1917 gewann Koopman die Silbermedaille im 45/2 der 2. Klasse, 1922 die erste Goldmedaille. 1926 wechselte Koopman zum Dreiband und gewann die Erstauflage der Niederländischen Dreiband-Meisterschaft in Amsterdam gegen Henk Robijns. Das sollte sein einziger Sieg gegen Robijns bleiben, die folgenden sieben Jahre war dieser nicht zu schlagen. Der andere starke Gegner war Arnoud Sengers, der ihn 1928, 1929, 1931 und 1933 auf den 3. Platz verdrängte, bis er ihn dann 1935, Robijns hatte sich vom Turnierbetrieb zurückgezogen, im Finale in Tilburg schlagen konnte und seine zweite Goldmedaille gewann. 1940 spielte er seine letzte nationale Meisterschaft. Insgesamt konnte Koopman bei den nationalen Dreibandmeisterschaften neun Medaillen erringen.
1928 hatte  Koopman an der ersten Dreiband-Weltmeisterschaft im französischen Reims teilgenommen, musste sich im Finale nur dem in Paris lebenden Ägypter Edmond Soussa beugen. Es blieb bei weiteren Teilnahmen an Welt- und Europameisterschaften seine einzige internationale Medaille. Er gewann fünf von sechs Pokalen des Wilhelmina-Cup, davon drei in Folge.
Koopman war sein ganzes Leben lang Mitglied des Billardverein (BV) K.R.A.S., wurde Vorstandsmitglied und war mehrere Jahre als Vorsitzender tätig. Er gab den Anstoß, ein Billard im Altenheim in Amsterdam aufzustellen. Zu seinem 60. Jubiläum erhielt er am 2. Dezember 1949 vom „Nederlandse Biljartbond“ (NBB), seit 1951 Koninklijke Nederlandse Biljartbond (KNBB), eine Medaille mit der Aufschrift „Aus Dank und Anerkennung“.
Aufgrund einer schweren Erkrankung musste sein linker Arm amputiert werden, so dass er in den letzten Jahren vom Spiel ausgeschlossen war.

### Unternehmer
Mit seiner Frau Jet betrieb er jahrzehntelang das Café-Restaurant „De Nieuwe Karseboom“ in Zaandam. Ein echtes, holzvertäfeltes Café-Restaurant in alter Tradition mit den klassischen persischen Teppichen auf den Tischen. Im ersten Jahr des Zweiten Weltkriegs, am 20. Juli 1940, eröffneten die Koopmans ein neues Geschäft in der Ferdinand Bolstraat 165-167 in Amsterdam. Nach dem Tod von Carel Koopman führte seine Frau das Geschäft weiter. Bald darauf wurde es unter dem Namen „Tante Jet“ bekannt.
￼￼

## Privates
Koopman war verheiratet und hatte eine Tochter, Jopie Koopman (* 18. November 1908 in Amsterdam; † 9. April 1981 in Amstelveen); sie war 1929 „Miss Holland“ und verlobte sich noch im selben Jahr mit dem bekannten Fußballer Klaas Breeuwer.

## Erfolge
- Dreiband-Weltmeisterschaft:  1928
- Niederländische Dreiband-Meisterschaft:  1926, 1935  1927, 1932, 1934  1928, 1929, 1931, 1933
- Niederländische Cadre-45/2-Meisterschaft (2. Klasse):  1922  1917
- Niederländische Cadre-45/2-Meisterschaft (1. Klasse):  1924

Quellen: 